# Kostel svaté Terezy a klášter bosých karmelitánů
Kostel svaté Terezy a klášter bosých karmelitánů v Přemyšlu (Kościól i klasztor Karmelitanów bosych w Przemyślu) je pozdně renesanční stavba ze 17. století.

## Umístění
Nachází se na kopci, je jeden z nejvýše položených chrámů v Přemyšlu. Dominuje v panorámatu pravobřežního starého města, hned vedle zámku Kazimírovského. Spolu s římskokatolickou katedrálou Nanebevzetí Panny Marie a sv. Křtitele, je považován za nejslavnější kostel Přemyšlu.

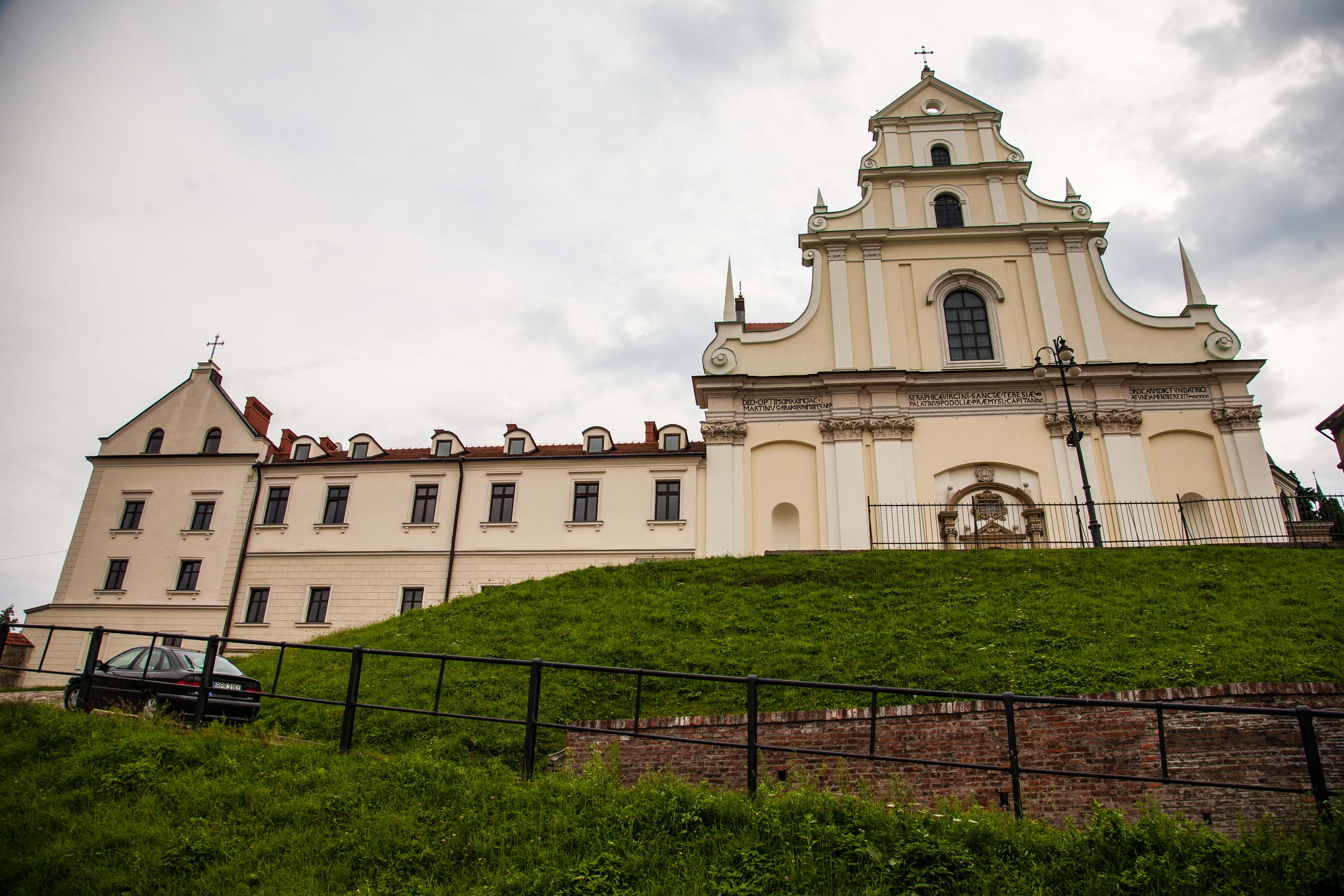
Kostel sv. Terezy - pohled z ul. Karmelitské

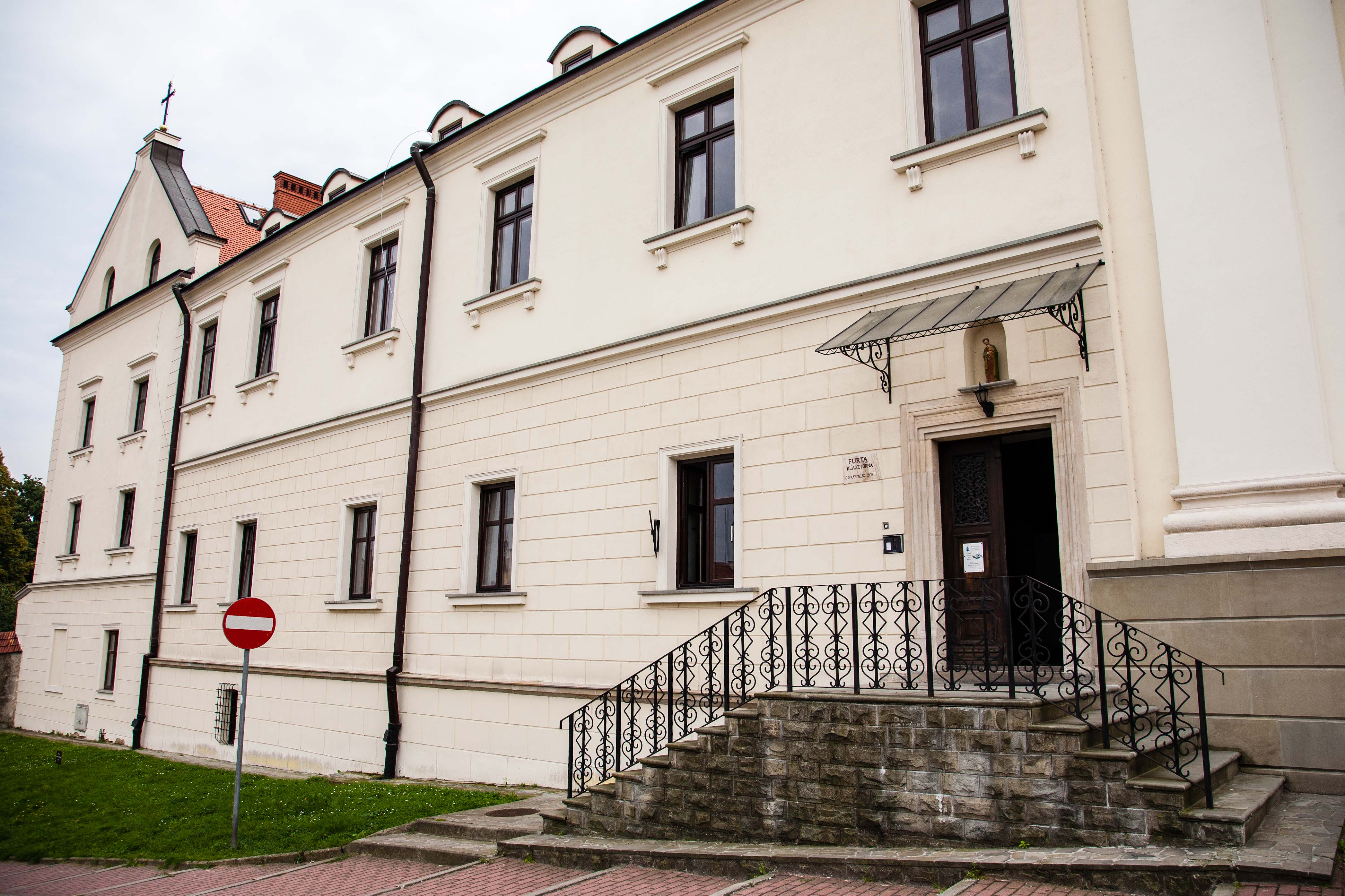
Hlavní vchod do kláštera

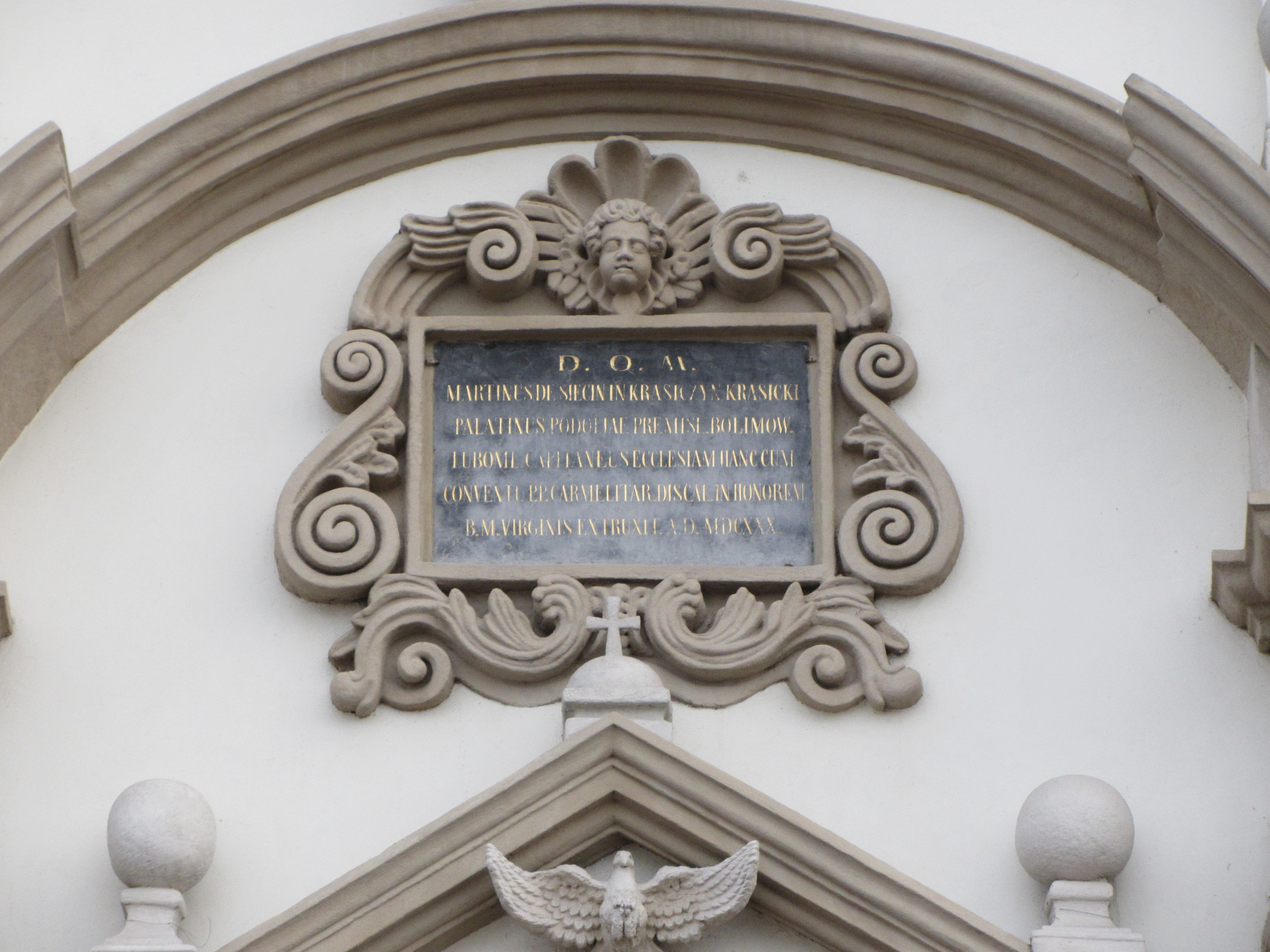
Tabule nad hlavním vchodem věnovaná zakladateli kostela, Marcinu Krasickému

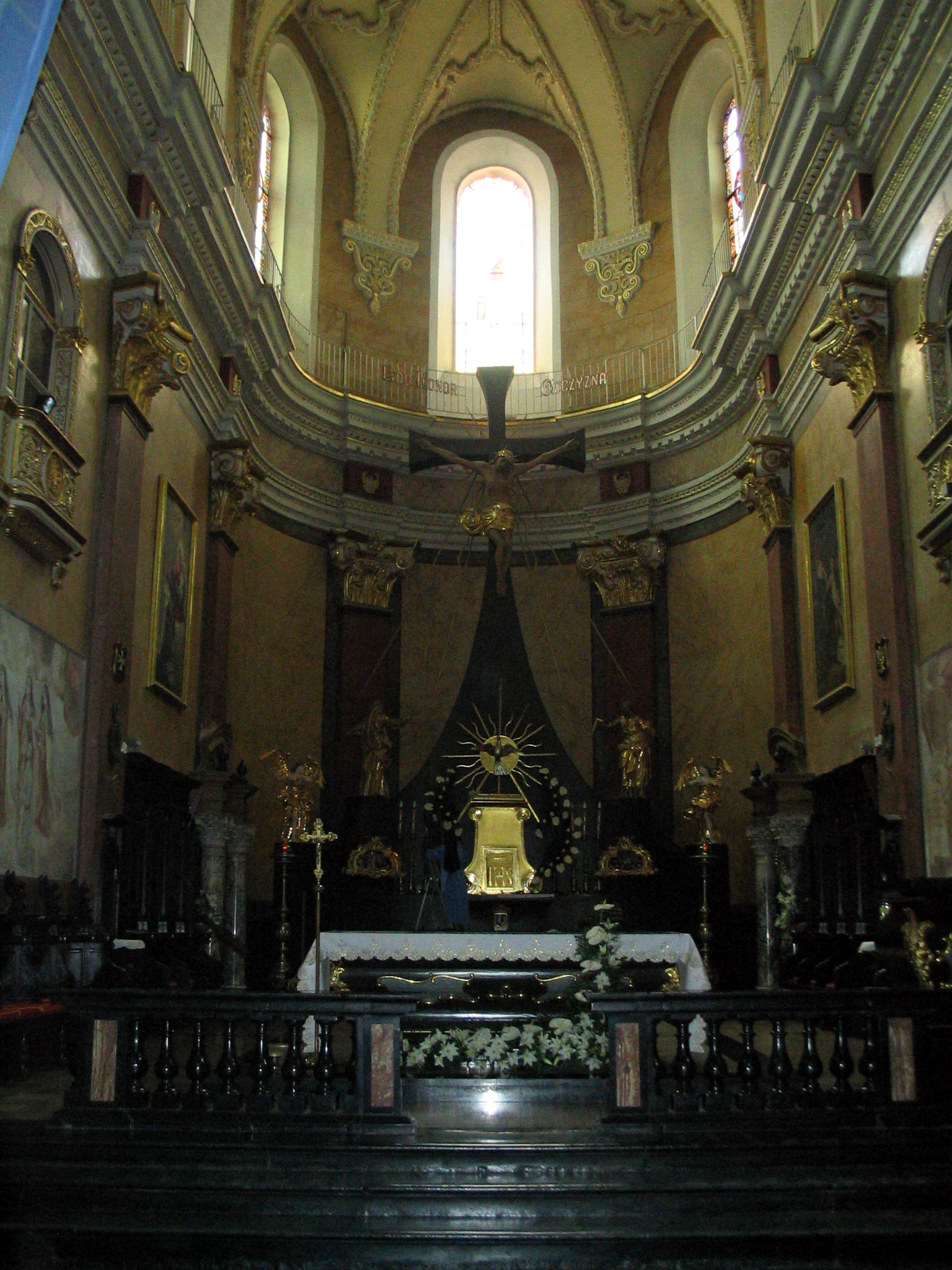
Kněžiště

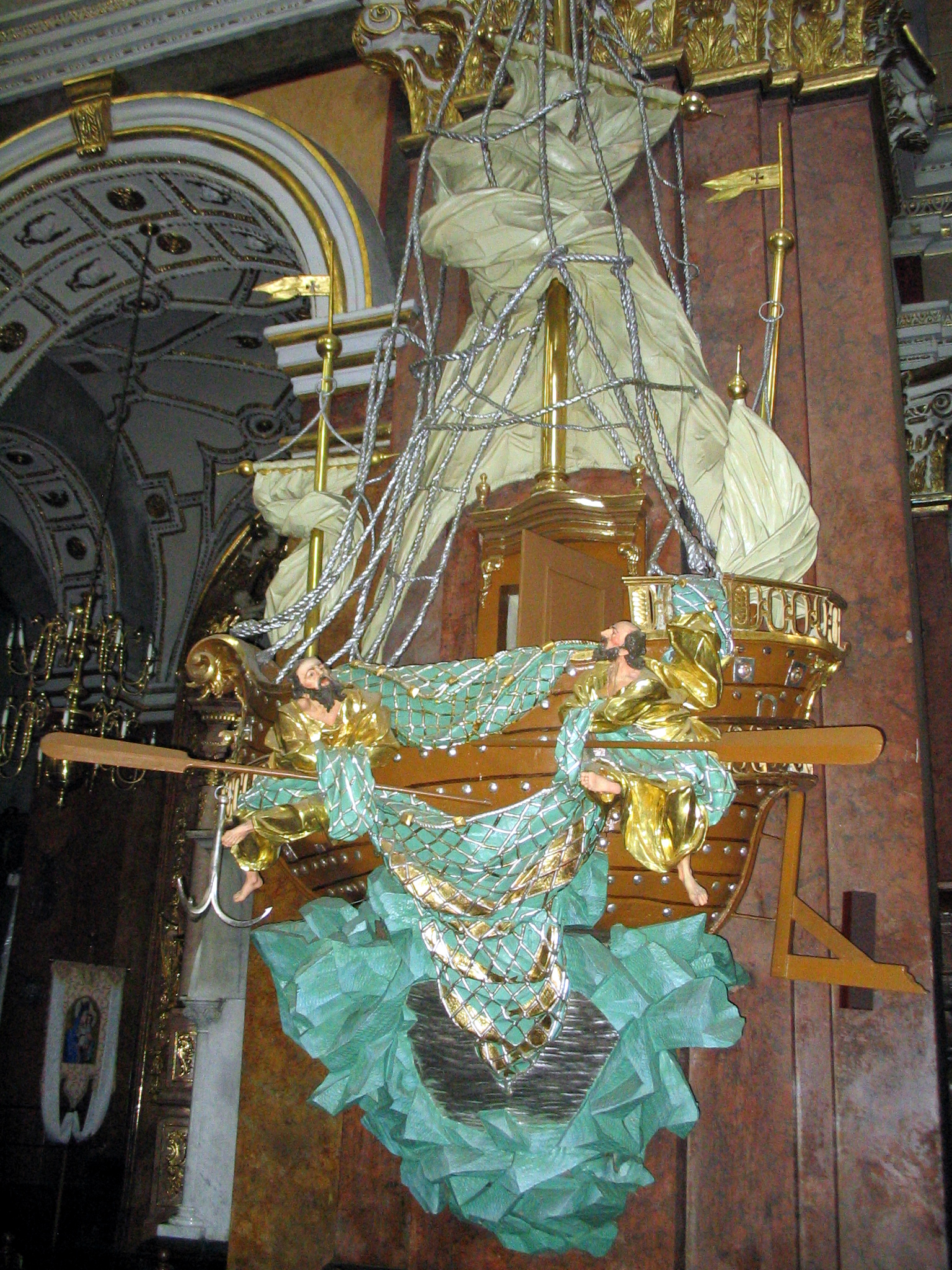
Kazatelna ve tvaru lodě sv. Petra

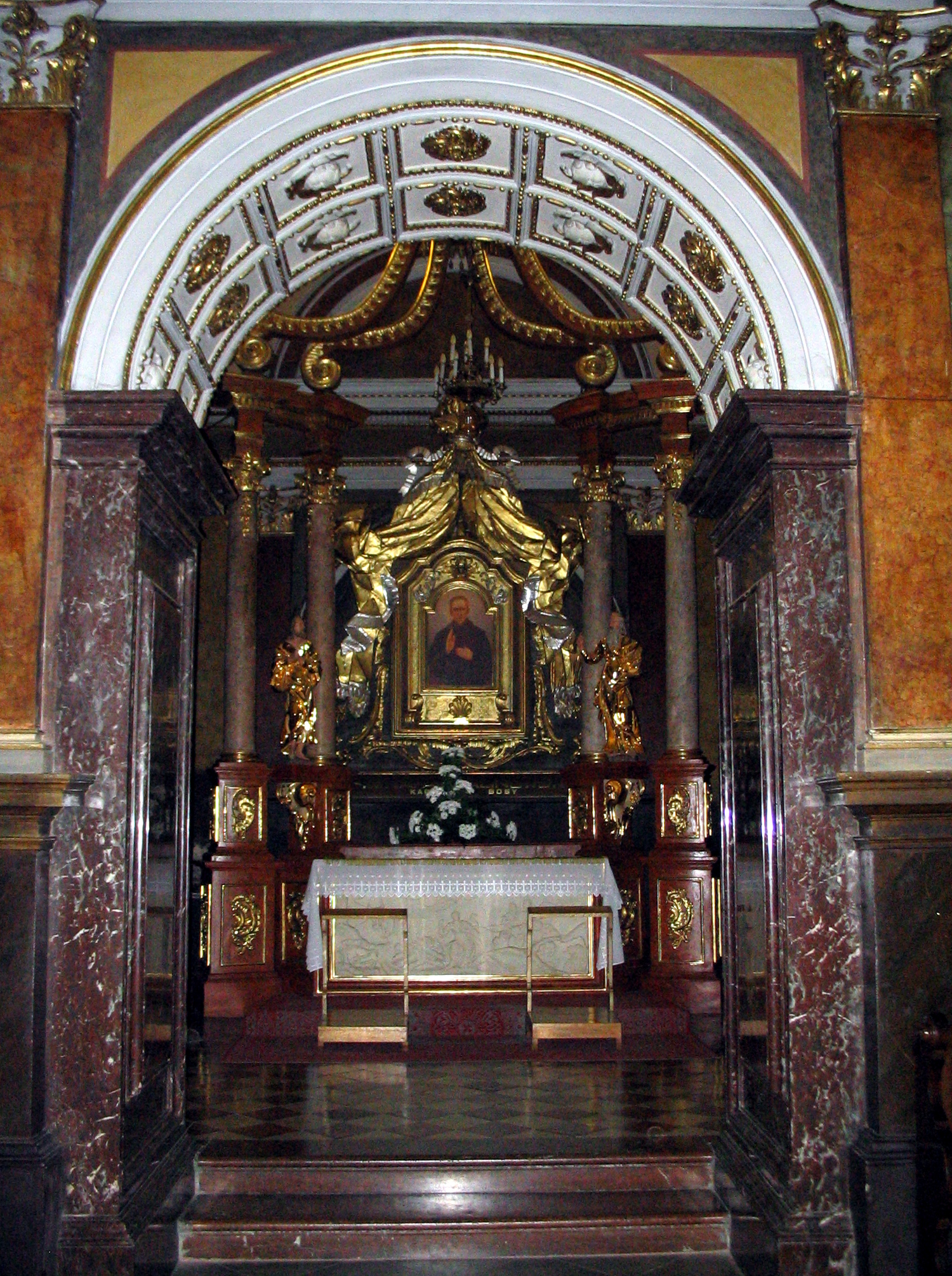
Kaple sv. Rafaela Kalinovského

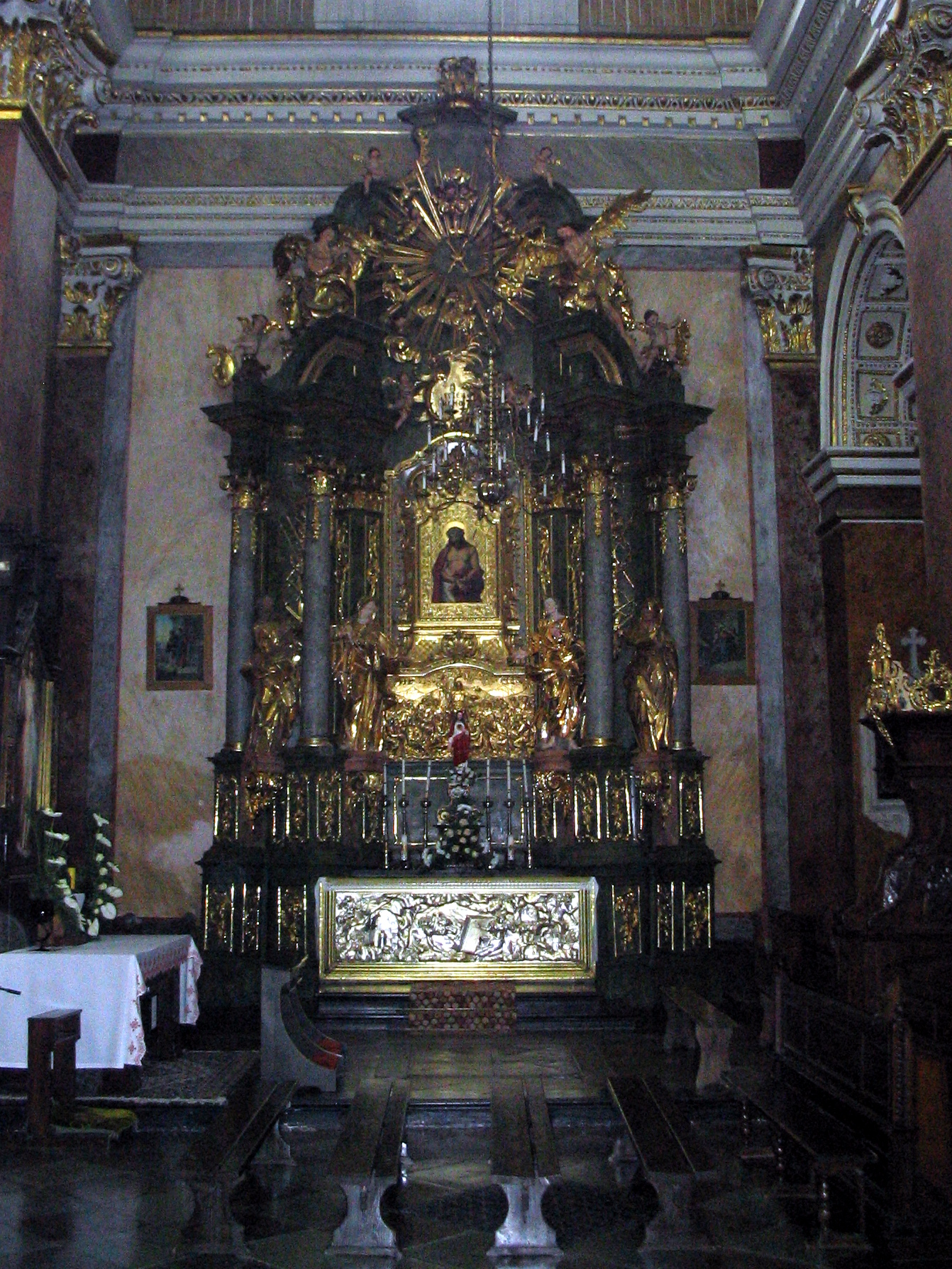
Oltář s obrazem Ecce Homo

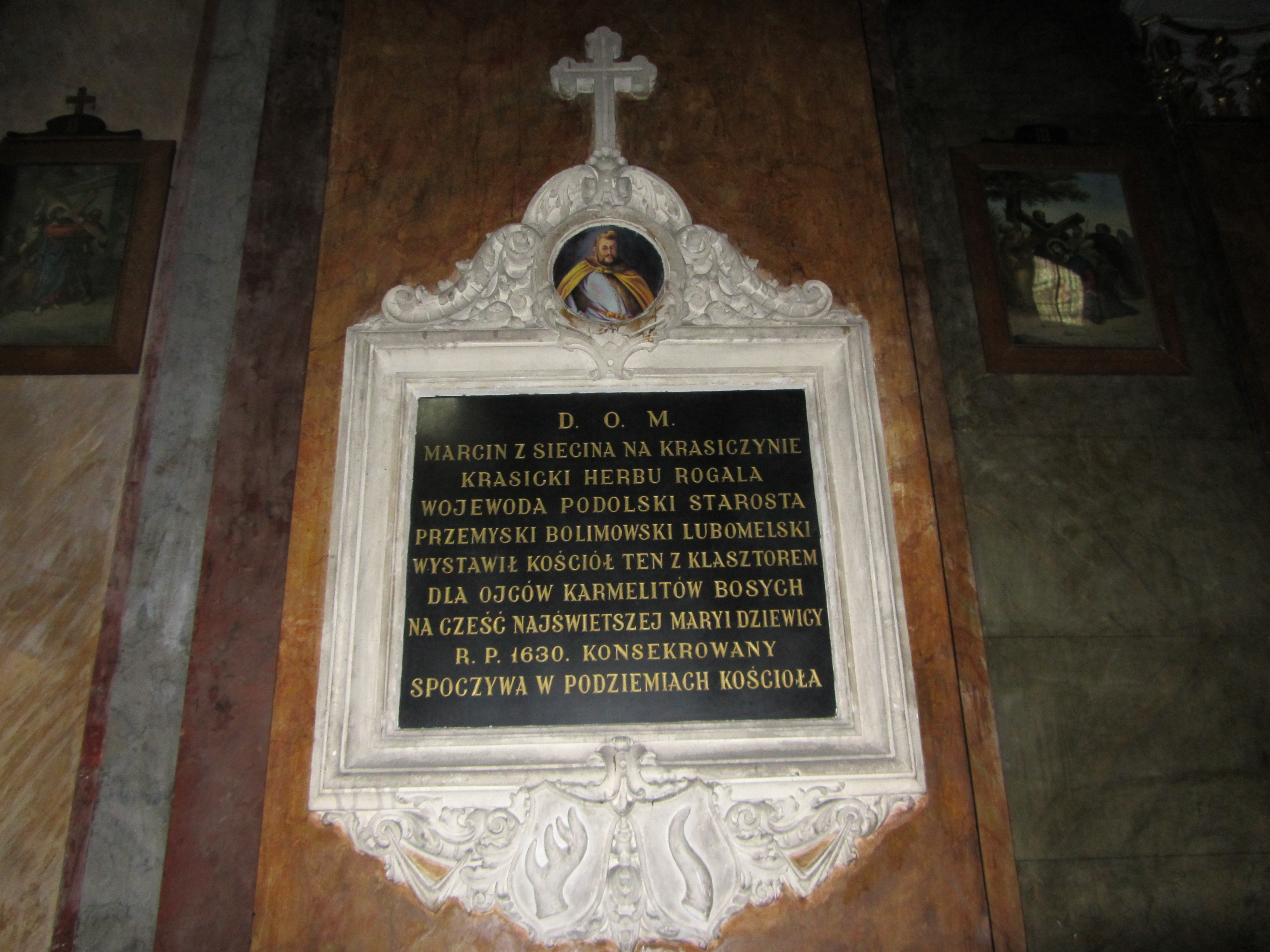
Pamětní tabule věnovaná Marcinu Krasickému, zakladateli kostela

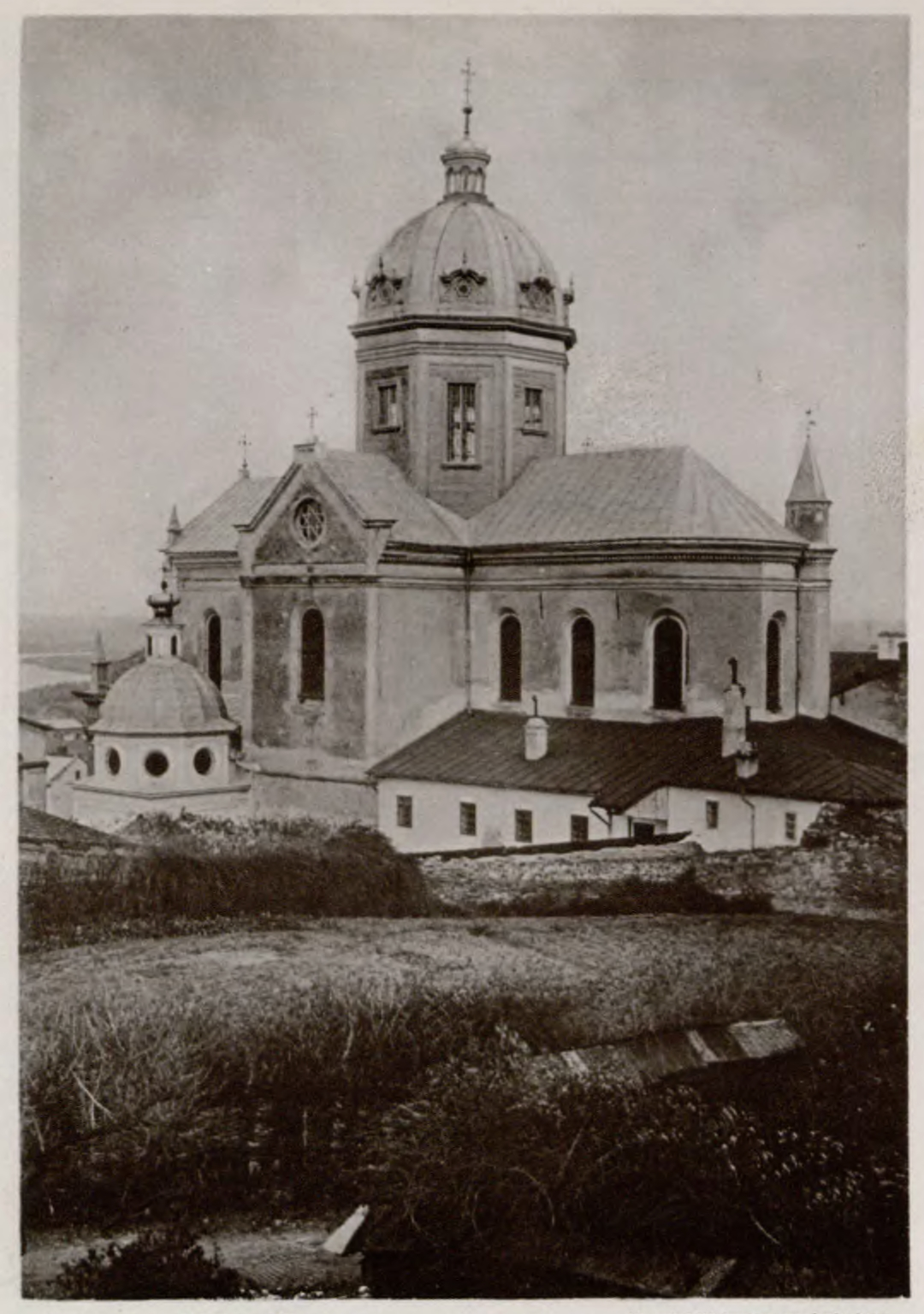
Řeckokatolická katedrála sv. Jana Křtitele (80. léta 19. století)

## Historie

### 17. století
Soubor klášterních budov byl vybudován ve slohu pozdní renesance, v letech 1620-1630, pro Řád bosých karmelitánů, za pomoci nadace Marcina Krasického (majitel zámku a panství v Krasičíně, podolský vejvoda a starosta Přemyšlu).

### 18. století
V roce 1784 byl dekretem císaře Josefa II. klášter zrušen a později byl, i s kostelem, vydán církvi řeckokatolické, které sloužil jako katedrální chrám, zasvěcený sv. Janu Křtiteli. Byla to forma náhrady za původní příslib od císařovny Marie Terezie na financování stavby nové katedrály pro tuto církev. Z původního záměru stavby katedrály byla postavena pouze zvonice – v současnosti známá pod názvem „Hodinová věž“ (Wieża zegarowa).

### 19. století
V kostele byla následně provedena řada stavebních úprav. Místo oltáře z černého mramoru byl postaven ikonostas, provedena přemalba fresek, odstraněna pamětní tabule o výstavbě kostela, odstraněn erb Marcina Krasického a latinské nápisy na hlavní fasádě. Do interiéru kostela byly umístěny sochy patronů Rusi, vedle kostela byla vybudována samostatně stojící zvonice a místo barokní věže postavena dřevěná kopule.

### 20. století
Řeckokatolická církev klášter a kostel užívala až do roku 1946, kdy byla tato církev v Polsku zlikvidována a klášter byl v omezeném rozsahu předán zpět řádu bosých karmelitánů. V 90. letech 20. století prošel kostel zásadní rekonstrukcí, byly odstraněny přestavby a úpravy z 19. století (navrácena barokní věž, částečně obnoveny původní fresky a navrácen původní vzhled fasády s latinskými nápisy ze 17. století). V roce 1991, papež Jan Pavel II., při návštěvě Přemyšlu, daroval řeckokatolické církvi bývalý jezuitský kostel Nejsvětějšího srdce Páně, který se stal katedrálním kostelem církve řeckokatolické. V roce 1996 se kostel sv. Terezy stal kostelem vojenským.

## Klášterní komplex
Klášterní budovy zahrnují: klášterní dům, kostel, samostatně stojící zvonicí a hospodářské budovy. Klášter má velkou zahradu a ovocný sad. Celek je obklopen vysokou historickou zdí se vstupní vjezdovou branou. Kostel sv. Terezy slouží místní farnosti, je kostelem klášterním.

## Výzdoba kostela
Zajímavá je výzdoba uvnitř chrámu. Kromě jiného, originální barokní kazatelna ve tvaru lodě sv. Petra s figurami apoštolů Petra a Pavla (2. pol. 18. století), portály z černého mramoru (17. století), na bočním rokokovém oltáři jsou sochy z kostela Nanebevzetí nejsv. Panny Marie z Bučaču (nyní Ukrajina), štukatérské dekorace na klenbách a zpovědnice z 18. století uchovávaná v sakristii. Některé zachovalé fresky na klenbách a zdech sakristie navazují na témata mystické teologie populární v karmelitských kruzích – kromě jiného sv. Eliáš na hoře Karmel, obrazy sv. Terezy, sv. Apolonie a sv. Tekly.
Dále se v kostele nacházejí četné pamětní desky věnované vojenským jednotkám, které byly kdysi rozmístěny v Přemyšlu, polským vojákům zabitým a zavražděným během 2. světové války a civilním obětem při etnických čistkách v jihovýchodních oblastech 2. polské republiky.
V současné době se v klášteře bosých karmelitánů v Černé (Czerna) nachází obraz sv. Tekly s výhledem na klášter bosých karmelitánů v Přemyšlu, datovaný ze dne 16. března 1768, který původně pochází z oltáře sv. Tekly v tomto kostele v Přemyšlu.